# Bulbophyllum apiferum
Bulbophyllum apiferum är en orkidéart som beskrevs av Cedric Errol Carr. Bulbophyllum apiferum ingår i släktet Bulbophyllum och familjen orkidéer. Inga underarter finns listade i Catalogue of Life.